# Abschnittsbefestigung Schneckenberg
Die Abschnittsbefestigung Schneckenberg ist ein abgegangener vor- und frühgeschichtlicher Abschnittswall auf 480 m ü. NHN auf dem Schneckenberg, etwa 350 Meter südlich der Filialkirche Hl. Vierzehn Nothelfer in Wasserzell, einem Ortsteil der Gemeinde Eichstätt im Landkreis Eichstätt in Bayern.

## Beschreibung

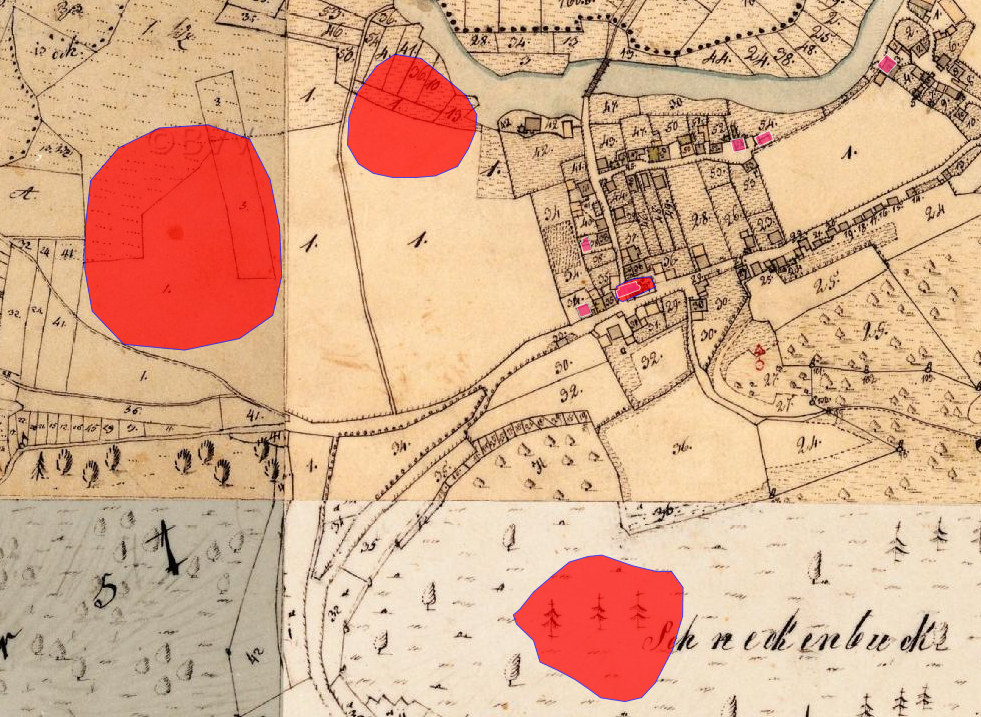
Lageplan der Abschnittsbefestigung Schneckenberg (rechts unten) und zwei weiterer frühzeitliche Befestigungsanlagen auf dem Urkataster von Bayern

Von der ehemaligen Abschnittsbefestigung sind noch Wall- und Grabenreste erhalten. Die Anlage wird als Bodendenkmal unter der Aktennummer D-1-7132-0012 im Bayernatlas als „Abschnittsbefestigung vor- und frühgeschichtlicher Zeitstellung“ geführt. Ca. 40 Meter weiter östlich befindet sich eine weitere etwa 12 Meter längere weiter nach Südwesten abzweigende Abschnittsbefestigung, die weitgehend parallel verläuft, aber viel stärker verschliffen und dadurch kaum noch sichtbar ist.
Im Ortsgebiet von Wasserzell befinden sich noch zwei weitere frühzeitliche Befestigungsanlagen; die eine befindet sich 550 m nordnordwestlich der Abschnittsbefestigung Schneckenberg in der Nähe der Altmühl und wird als Bodendenkmal unter der Aktennummer D-1-7132-0015 im Bayernatlas als „viereckiges Grabenwerk vor- und frühgeschichtlicher Zeitstellung“ geführt, die andere liegt ca. 600 m nordwestlich der Abschnittsbefestigung Schneckenberg und wird als Bodendenkmal unter der Aktennummer D-1-7132-0016 im Bayernatlas als „viereckige Grabenwerke vor- und frühgeschichtlicher Zeitstellung“ geführt.